# Bițina-Ungureni
Bițina-Ungureni – wieś w Rumunii, w okręgu Jałomica, w gminie Movilița. W 2011 roku liczyła 121 mieszkańców.